# Abbazia di Santa Maria delle Moie
L'abbazia di Santa Maria delle Moie, situata a Moie (AN) nelle Marche, è un'abbazia risalente al XII secolo. 
Rappresenta un esempio significativo di architettura romanica nella regione. Ora completamente inglobata nell'omonima cittadina, sorgeva inizialmente fuori dal centro abitato sulla riva sinistra del fiume Esino e lungo l'antica via Flanbenga.
L'abbazia ora è chiesa parrocchiale, ed è dedicata alla Natività di Maria e ogni anno viene celebrata la festa l'8 settembre.

## Storia

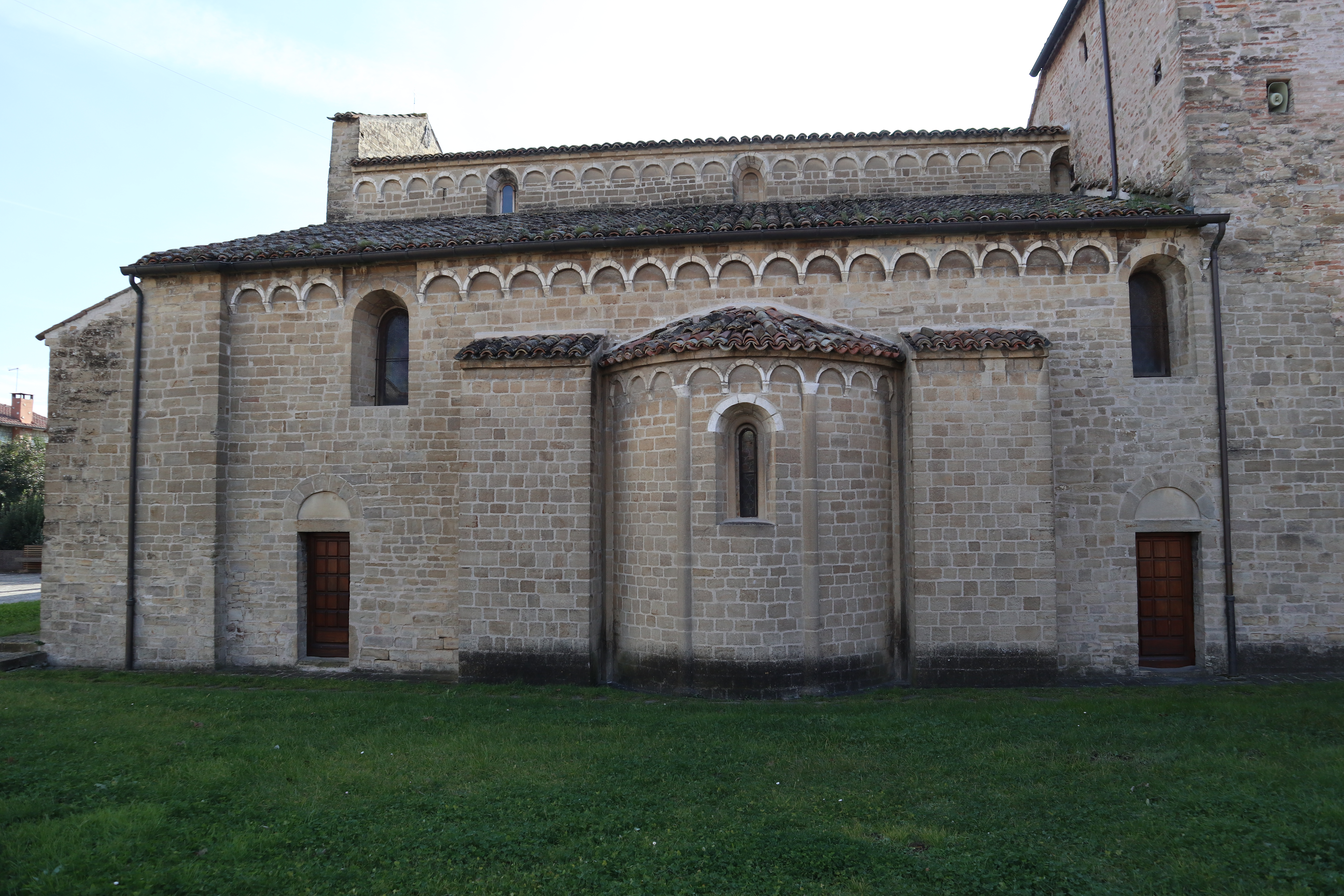
Il fianco settentrionale.

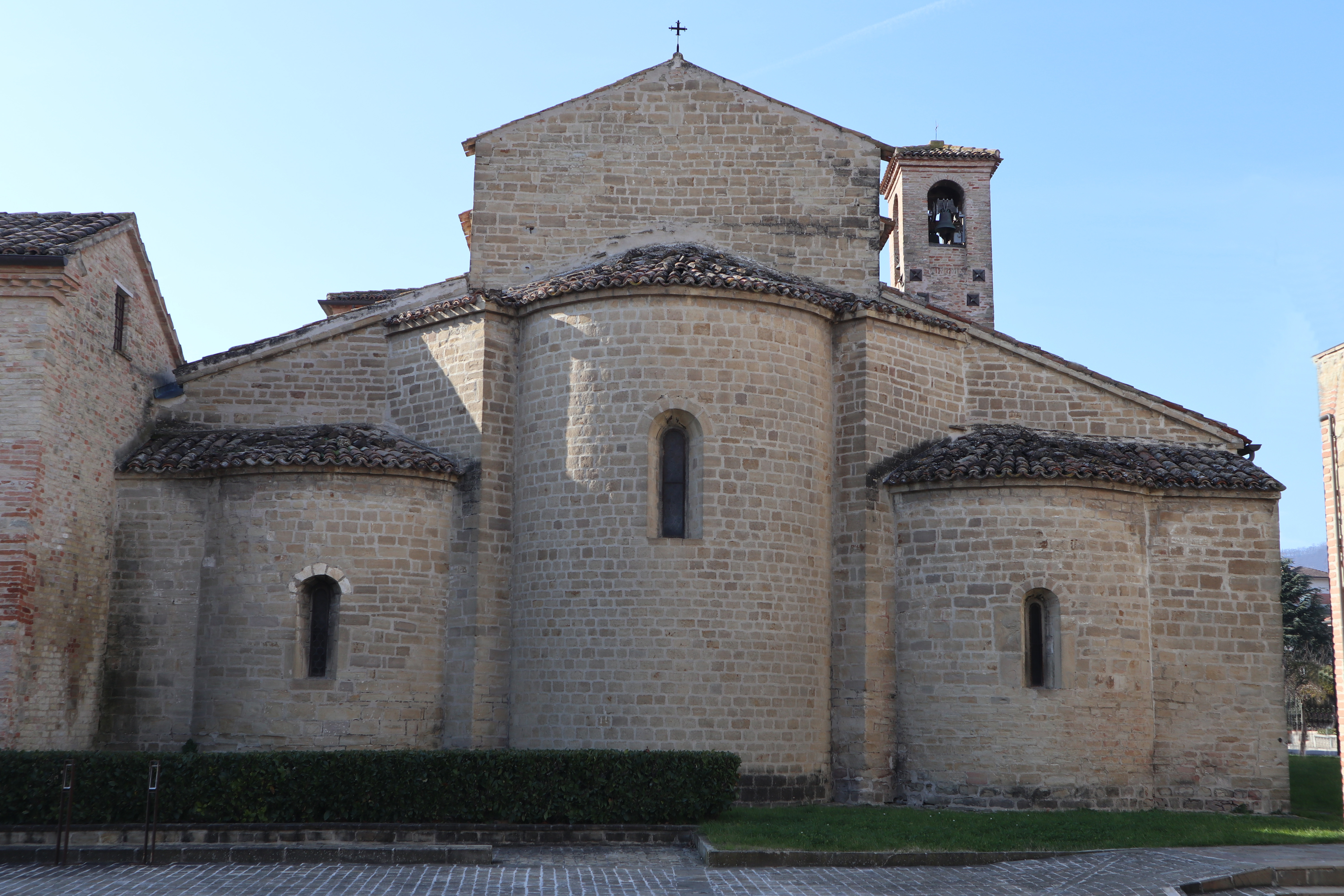
Veduta dalla parte absidale.

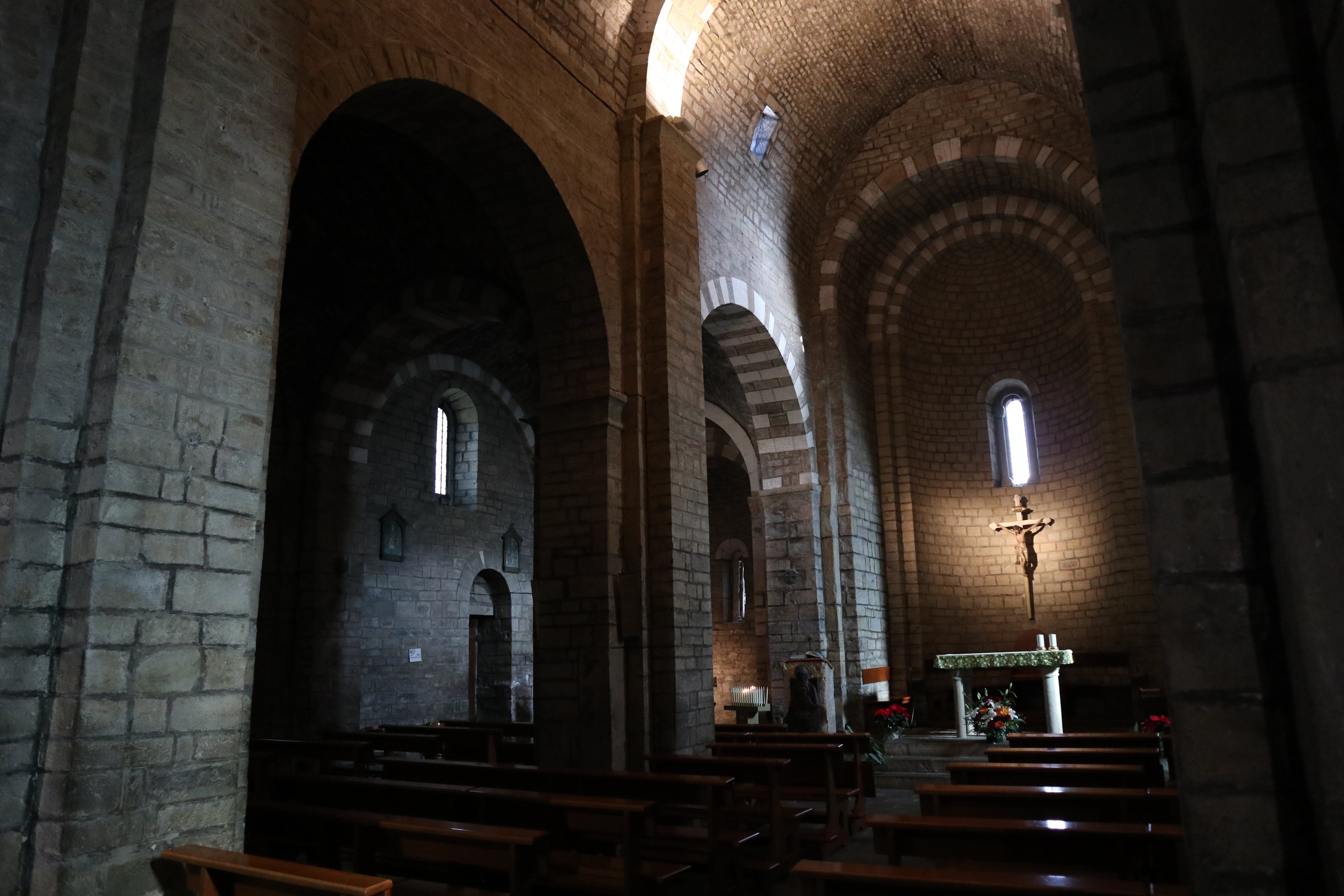
Veduta dall'interno.

La denominazione deriva dalla sua collocazione: era situata infatti tra quei tratti di vegetazione lungo le rive del fiume detti "moje", zona paludosa. In origine era conosciuta come Sancta Maria Plani Molearum e sorgeva in una selva detta "santa" o Silva Carpineta. Fu probabilmente fondata all'inizio del secolo XI dalla famiglia Attoni-Alberici-Gozoni come monastero privato. Il suo insediamento è probabilmente legato alla bonifica e alla colonizzazione del fondovalle. Nei secoli XI e XII, l'abbazia ricevette numerose donazioni e la chiesa venne edificata dai monaci benedettini nel XII secolo.
Tuttavia la prima memoria storica dell'Abbazia Santa Maria Plani Mollearum si ha nel 1201, quando il suo abate Guido di Simone è indicato come testimone nell'atto di sottomissione dei Conti di Moie alla potente vicina Jesi, che, conquistando il territorio, ne aveva distrutto il loro castello.
Il monastero crebbe molto nei secoli successivi, tanto che nel XV secolo, suo apogeo, contava una proprietà di 428 ettari. Ma da quel momento iniziò il suo lento e inesorabile declino.
Nel 1524, come documentato dalla lapide in facciata, si iniziò una campagna di lavori di ristrutturazione, dovuta al pessimo stato del corpo occidentale. Infatti si vide l'abbattimento delle due torri medievali della facciata e l'edificazione del massiccio complesso abitativo per il sacerdote e relativo campanile.
Nel 1600 il vescovo di Jesi Marco Agrippa Dandini eleva la chiesa a parrocchiale.

## Architettura
La chiesa presenta, a prima vista, una pianta basilicale divisa in tre navate, con quella centrale leggermente più alta rispetto a quelle laterali. Tuttavia la larghezza delle navate in rapporto alla lunghezza consente di leggere la pianta anche come una croce greca inscritta in un quadrato, con quattro pilastri cruciformi che suddividono lo spazio in nove campate uguali. Le sei laterali, impostate nelle navate laterali, presentano volte a crociera, mentre le tre centrali, costituenti la navata centrale, hanno volte a botte, con sesto leggermente rialzato. L'area presbiterale a est è caratterizzata dalla presenza di tre absidi semicircolari sulle quali si aprono tre monofore.
All'esterno le decorazioni ad archetti pensili nella parte sottogronda delle navate sono presenti anche nelle due piccole absidi laterali.
La muratura è costituita da pietre squadrate di arenaria giallastra.
Alcune caratteristiche della chiesa come la pianta a croce greca immissa, la disposizione delle absidi e il trattamento decorativo esterno con archetti pensili, sono condivise da un gruppo ben definito di chiese marchigiane extraurbane, con volume esterno massiccio e quasi cubico.. Si tratta in particolare della chiesa di San Claudio al Chienti (ritenuta la capostipite della serie), l'abbazia di San Vittore delle Chiuse e la chiesa di Santa Croce di Sassoferrato.
Generalmente il particolare schema planimetrico è riferito ad una influenza bizantina che tuttavia convive con un'influenza dell'architettura lombarda nel sobrio trattamento delle superfici murarie esterne, con archetti ciechi e lesene.
Di recente è stato invece sostenuta la sostanziale indipendenza della costruzione da modelli orientali e la sua derivazione invece da modelli occidentali di origine nordica, variamente rintracciabili in chiese tedesche, normanne, lombarde e pugliesi..

## Galleria d'immagini

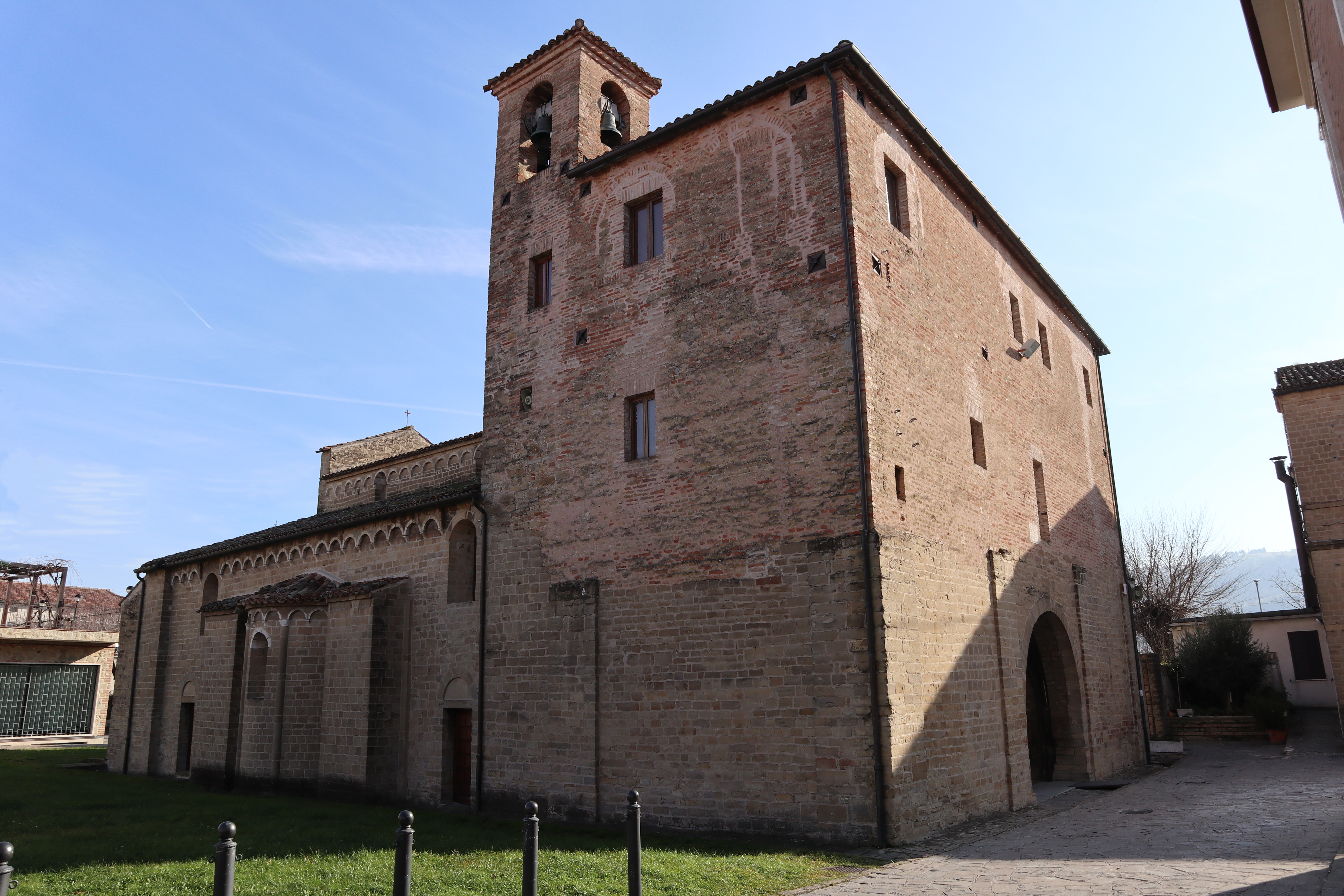
Veduta dalla parte occidentale
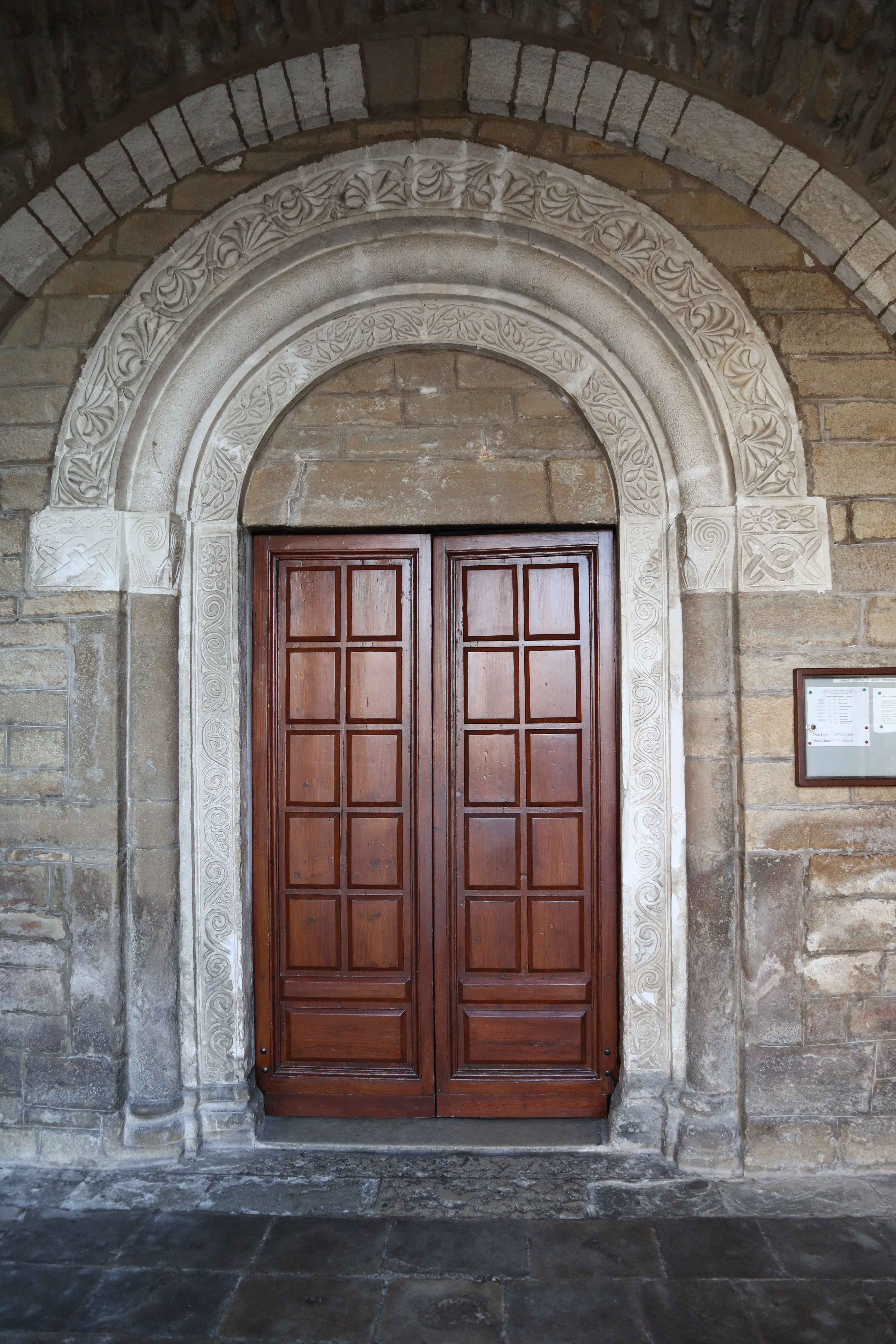
Il portale romanico
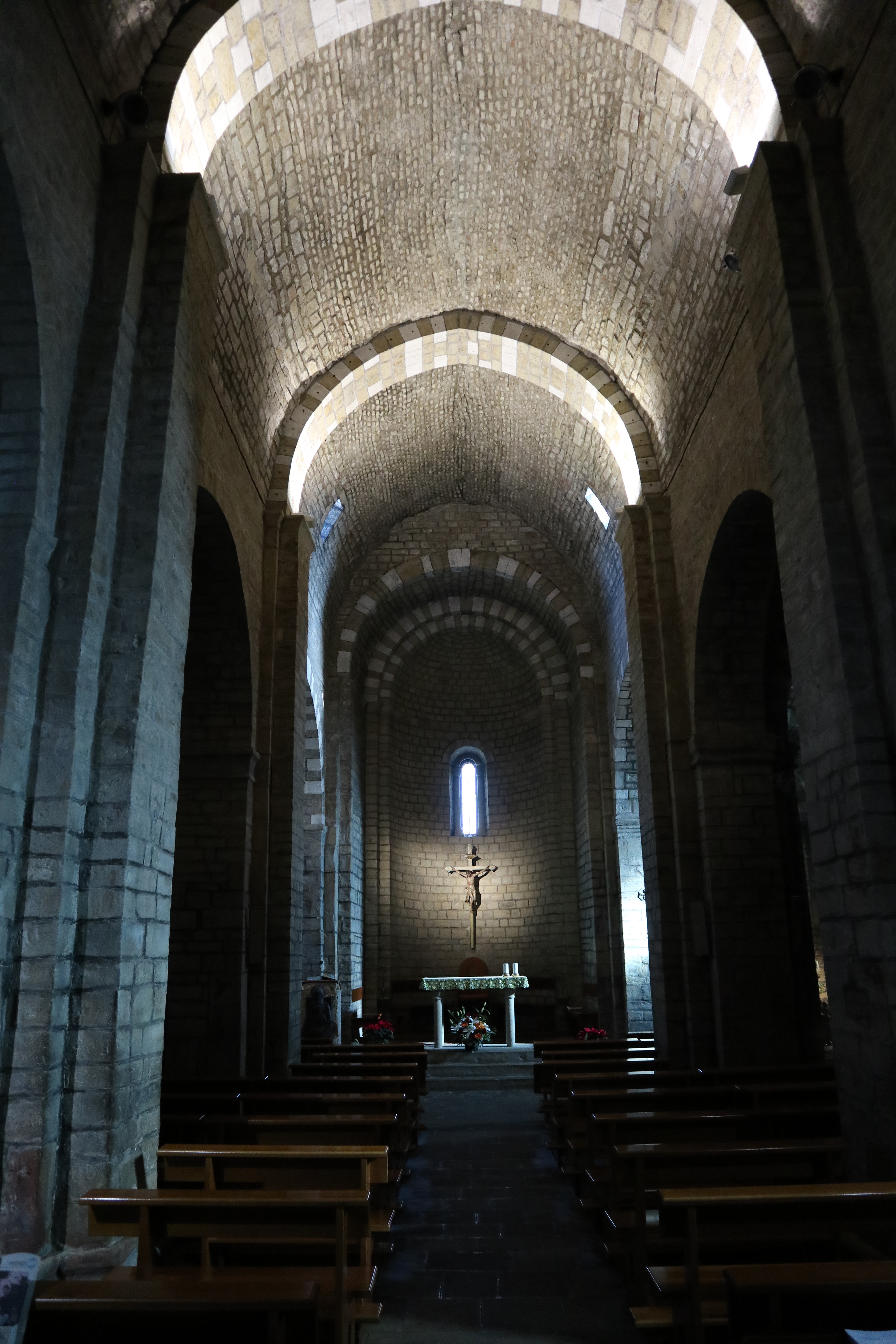
La navata centrale
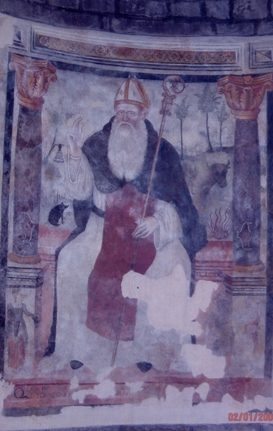
Affresco di scuola Camerte del XV secolo
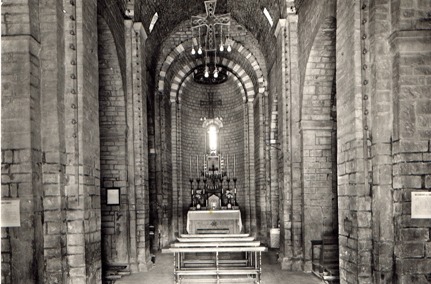
Interno della chiesa parrocchiale negli anni 1960